# Encarnita Ortega
Encarnación Ortega Pardo (Puentecaldelas, Pontevedra, 5 de mayo de 1920-Pamplona, 1 de diciembre de 1995), conocida coloquialmente como Encarnita Ortega, fue una divulgadora de la moda y  emprendedora española. Una de las primeras mujeres del Opus Dei.

## Biografía
Hija del aragonés José María Ortega  y de la gallega Manuela Pardo. El matrimonio tuvo tres hijos: Teresa, Encarnita y Gregorio. La familia se trasladó a Teruel (1926) donde les sorprendió la Guerra Civil (1936). Con tan sólo diecisiete años, Encarnita fue encarcelada y trasladada a una cárcel en Valencia, donde permaneció hasta la conclusión de la contienda civil. Desde la cárcel Encarnita contaba a su padre que estudiaba francés, arte y taquigrafía.
En 1941 leyó el libro Camino, y asistió a unos ejercicios espirituales que Josemaría Escrivá dirigió a un grupo de mujeres en la localidad valenciana de Alacuás (30 de marzo de 1941). El último día de los ejercicios solicitó su admisión en el Opus Dei. Este hecho supuso un giro importante en sus gustos y aspiraciones. Hasta ese momento había trabajado en Acción Católica como Vicesecretaría de Menores y Propagandista de la Juventud Femenina.
El 16 de junio de 1942 se incorporó al Centro de Jorge Manrique (Madrid) —el primer Centro del Opus Dei para la labor apostólica con mujeres—, donde coincidió con Nisa González Gúzman, Visitación Alvira y Concepción Fernández del Amo. Allí Josemaría Escrivá les mostró los diversos proyectos que en un futuro pondrían en marcha: residencias para universitarias, casas de maternidad, granjas para campesinas, actividades relacionadas con la moda, casas de capacitación social para la mujer, bibliotecas circulantes, librerías...y lo más importante, el apostolado personal de cada una de las asociadas.
Desde el Centro de Jorge Manrique, Encarnita se ocupó de atender la Administración del Centro de Nuñez de Balboa (1942). Al año siguiente, Encarnita se fue a la Administración de la residencia de La Moncloa, junto con Nisa González Gúzman y Amparo Rodríguez Casado. En mayo de 1944, Encarnita regresó al Centro de Jorge Manrique, como directora.
Encarnita participó en los primeros viajes apostólicos (primavera de 1944) que las mujeres del Opus Dei realizaban desde Madrid a diversas capitales españolas: Valencia —desde donde atendía la residencia Samaniego—, Salamanca, Valladolid y Zaragoza.
Entre 1943 y 1946 se puso en marcha la editorial Minerva, como un medio para promover la lectura —sobre todo entre mujeres—, de libros variados, presentados de modo atractivo. Entre sus objetivos estaba el de promocionar a jóvenes poetisas españolas y la edición de obras literarias escritas por mujeres de renombre, de diversas nacionalidades, pensamiento, estilo literario y época histórica. Encarnita colaboró activamente junto con Guadalupe Ortiz de Landázuri en dicha editorial, durante la publicación del libro de La Victoria del Amor, que correspondía a la tercera parte del Abecedario espiritual del beato Francisco de Osuna, y más adelante.
El 1 de noviembre de 1945 el Centro de Jorge Manrique se trasladó a la calle de Zurbarán, 26 donde comienza una residencia universitaria. Durante el verano de 1945, Encarnita asistió a un curso formativo en Los Rosales junto con once mujeres más.

### Roma
El 27 de diciembre de 1946 se trasladó, junto con otras cuatro mujeres, a Roma para atender la administración doméstica del Centro de Città Leonina, la primera casa donde se alojó Josemaría Escrivá. El 21 de julio de 1947 se trasladaron a la calle Bruno Buozzi, la sede central definitiva del Opus Dei (Villa Tevere). En 1953 fue nombrada Secretaría Central de la Asesoría Central. Durante los siguientes años la expansión apostólica se amplió hasta Estados Unidos y Canadá, Hispanoamérica, África y Asia.
Encarnita se ocupó de cuidar de Carmen Escrivá, la hermana del fundador del Opus Dei que padecía una enfermedad mortal. Sus cuidados se prolongaron desde abril hasta su fallecimiento el 20 de junio de 1957.

### España: el mundo de la moda
En octubre de 1961 regresó a España: Madrid (1961), Barcelona (1962-1964), Oviedo (1964-1972); Valladolid (1973-1995); Pamplona (1995). En Oviedo, tras conocer a diversos empresarios del mundo de la moda, se interesó por desarrollar diversos proyectos —desfiles de moda, conferencias,...— en los que influyó en las ideas y diseños, enfocándolos con sentido cristiano.
En 1980 le diagnosticaron un cáncer. Tras someterse a tres intervenciones quirúrgicas, tratamientos de cobaltoterapia y quimioterapia, falleció en la Clínica Universitaria (Pamplona), el 1 de diciembre de 1995.

### Causa de canonización
El Decreto de introducción de la causa de canonización y el nombramiento del Tribunal se publicaron el 10 de marzo de 2009 en Valladolid. En 2012 se clausuró el proceso y se entregó la documentación a la Congregación para las Causas de los Santos.

## Publicaciones
- Ortega, Encarnita, (1993) La moda, ¿la conoces en toda su dimensión?, Oviedo, Alvizoras, 74 pp., ISBN: 84-86889-23-5.